# Metropolia Hajdarabad
Metropolia Hajdarabad – jedna z 24 metropolii kościoła rzymskokatolickiego w Indiach. Została erygowana 19 września 1959.

## Diecezje
- Archidiecezja Hajdarabad
  - Diecezja Cuddapah
  - Diecezja Khammam
  - Diecezja Kurnool
  - Diecezja Nalgonda
  - Diecezja Warangal
  - Eparchia Adilabad (syromalabarska)

## Metropolici
- Joseph Mark Gopu (1953-1971)
- Saminini Arulappa (1971-2000)
- Marampudi Joji (2000-2010)
- Thumma Bala (2011–2020)
- Anthony Poola (od 2021)